# Angela Chalmers
Angela Chalmers (Brandon, 6 settembre 1963) è un'ex mezzofondista canadese, vincitrice di una medaglia di bronzo ai Giochi olimpici di Barcellona 1992.

## Palmarès
| Anno | Manifestazione          | Sede         | Evento       | Risultato  | Prestazione | Note                  |
| ---- | ----------------------- | ------------ | ------------ | ---------- | ----------- | --------------------- |
| 1985 | Universiadi             | Kōbe         | 3000 m piani | Bronzo     | 9'03"19     |                       |
| 1987 | Giochi panamericani     | Indianapolis | 3000 m piani | Argento    | 9'14"48     |                       |
| 1988 | Giochi olimpici         | Seul         | 1500 m piani | batterie   | 4'08"64     |                       |
| 1988 | Giochi olimpici         | Seul         | 3000 m piani | 14ª        | 9'04"75     |                       |
| 1990 | Giochi del Commonwealth | Auckland     | 1500 m piani | Oro        | 4'08"41     |                       |
| 1990 | Giochi del Commonwealth | Auckland     | 3000 m piani | Oro        | 8'38"38     | Record dei campionati |
| 1992 | Giochi olimpici         | Barcellona   | 1500 m piani | semifinali | 4'04"87     |                       |
| 1992 | Giochi olimpici         | Barcellona   | 3000 m piani | Bronzo     | 8'47"22     |                       |
| 1993 | Mondiali                | Stoccarda    | 1500 m piani | 5ª         | 4'07"95     |                       |
| 1994 | Giochi del Commonwealth | Victoria     | 3000 m piani | Oro        | 8'32"17     |                       |
| 1995 | Mondiali                | Göteborg     | 1500 m piani | 4ª         | 4'04"74     |                       |

## Altre competizioni internazionali
1994
- Oro alla Grand Prix Final ( Parigi), 1500 m piani - 4'01"61
- Argento in Coppa del mondo ( Londra), 1500 m piani - 4'01"73